# حارة عبد الرحمن الغافقي (صنعاء)
حارة عبد الرحمن الغافقي هي إحدى حارات حي معين بمديرية معين إحد مديريات العاصمة اليمنية صنعاء، بلغ تعداد سكانها 4929 نسمة حسب تعداد اليمن لعام 2004.